# Schooltv-weekjournaal
Het Schooltv-weekjournaal was een Nederlandse actualiteitenrubriek die wekelijks onder schooltijd werd uitgezonden, aanvankelijk door de NOT, later door fusieproducten daarvan. De eerste uitzending was op 8 september 1981 en de laatste op 27 juni 2014. Het programma was hoofdzakelijk bestemd voor leerlingen van de groepen 7 en 8 van het basisonderwijs. Het werd op scholen vaak aan deze leerlingen vertoond in de klas.  Het sloot niet direct aan bij een bepaald schoolvak, maar gaf speciaal voor kinderen inzicht in zaken die in de wereld speelden. Het Schooltv-weekjournaal zond reportages uit die ingingen op de achtergrond van het nieuws van iedere dag. Er was ook een weekjournaal-krant waarin alle reportages uit het weekjournaal werden beschreven. Deze werd vaak na afloop van de uitzending aan de leerlingen uitgedeeld, zodat ze de nieuwsberichten die ze hadden gezien konden nalezen en met elkaar konden bespreken. 
Het werd voor het laatst uitgezonden door NTR op vrijdagochtend om elf uur op Nederland 3. Het werd sinds 2005 gepresenteerd door Jurre Bosman.

## Presentatoren
- Jantine de Jonge (1981-1986)
- Fred Florusse (1981-1986)
- Erik Koningsberger (1986-1987)
- Erik van Muiswinkel (1986-1988)
- Milou van Sprang (1986-1988)
- Jan Douwe Kroeske (1987-1990)
- Dieuwertje Blok (1989-1997)
- Bas Westerweel (1991-1997)
- Rocky Tuhuteru (1995)
- Inge Tol (1996-1997)
- Hans Smit (1997)
- Diana Sno (1997-2002)
- Matthias Scholten (1998-1999)
- Sipke Jan Bousema (1999-2002)
- Floris Roubos (2002-2005)
- Jurre Bosman (2005-2014)

## Voice-overs
- Ottolien Boeschoten
- Bram Bart
- Gülden Ilmaz

## Regie
- Jos Scheurink (1992-1998)
- Martin Hamilton (1992)
- Don Rook (1994)
- Inge Tol (1995-1999)
- Rob Prass (1996)
- Paula Deppe - item regie en studio-regie (1994-2014)
- Rein van Schagen (2006)
- Frank van Eijk (2007-2011)